# 永源寺 (所沢市)
永源寺（えいげんじ）は、埼玉県所沢市にある曹洞宗の寺院。

## 歴史
1419年（応永26年）頃、大石信重の開基である。大石氏は源義仲の末裔であり、武蔵国の守護代を歴任していた。
その後、寺運衰微したが、天文年間（1532年 - 1555年）に信重の子孫である大石定久は、武蔵国入間郡（現・埼玉県入間郡越生町）の龍穏寺第7世住職の一種長純を招聘して中興した。定久の代に、これまでの主家を山内上杉家から後北条氏に鞍替えして養子として北条氏照を迎えた。「大石氏照」となった氏照は、当寺の所属宗派をこれまでの臨済宗建長寺派から曹洞宗に転宗させた。
かつて開基の信重が奉納した梵鐘があり、大正の頃までは確認されているが、現在は不明となっている。

## 文化財
- 大石信重の墓塔（所沢市指定文化財 昭和47年11月4日指定）[3]

## 交通アクセス
- 西所沢駅より徒歩12分。